# Konrad Peutinger
Konrad sau Conrad Peutinger (pronunție în germană [Pɔɪ̯tɪŋɐ], n. Augsburg, 14 octombrie 1465 - 28 decembrie 1547) a fost un umanist, jurist și amator german de antichități.
Peutinger era apropiat al împăratului Maximilian al Austriei. A fost unul dintre primii care au publicat inscripții romane. Numele său a rămas asociat îndeosebi cu Tabula Peutingeriana, copie a unei hărți care arată Imperiul Roman și drumurile militare care îl traversau. Moștenise harta la decesul prietenului său Conrad Celtes (Konrad Bickel, 1459-1508), bibliotecarul lui Maximilian, care pretindea că o descoperise în bibliotecă în 1494. Peutinger ar fi vrut să o publice, însă a murit înainte  ca să-și fi dus la bun sfârșit această sarcină. Tabula Peutingeriana  a fost în sfârșit publicată în 1753 de către Franz Christoph von Scheyb. Peutinger a publicat și Historia Gothorum de Jordanes, și Historia gentis Langobardorum de Paulus Diaconus.

## Gânditor social
Conrad Peutinger era și un gândior social, care înțelegea destul de bine economia pentru a pune în cauză erorile conceptuale ale vechilor greci, îndeosebi în materie de monopol: în lucrarea sa Concilium (1530), el demonstrează că marile companii private nu au puterea de a stăpâni în mod durabil oferta totală, și în consecință, nici să manipuleze prețul în folosul lor. El apăra, prin urmare, libertatea de a fixa prețurile, reamintind că a le reproșa comercianților că vând la prețul cel mai ridicat posibil, este echivalent cu condamnarea de către aceștia a unor acțiuni considerate normale de oricine altcineva 
Este absurd, amintea el, și contrar oricărei observații, să se presupună că o piață, oricare ar fi ea, ar putea mereu să favorizeze ofertanții / furnizorii (ceea ce ar justifica politicile de concurență), sau, din contra, cumpărătorii (ceea ce ar justifica privilegiile sindicaliștilor): aceasta ar însemna că un tip de activitate ar rămâne la nesfârșit mai rentabilă decât altele, în ciuda concurenței constante a investitorilor în căutarea celor mai bune plasamente.
Această chemare la logică a lui Peutinger conduce la altceva, și anume că formarea „cartelurilor” nu poate aduce beneficii membrilor săi decât dacă contribuie la „stabilizarea” prețurilor pe care și-au asumat să le controleze și că aceasta implică, din partea lor, să prevadă corect evoluția lor în viitor.
Astfel Peutinger a înțeles justificarea cartelurilor între producătorii de bunuri fungibile a căror activitate se sprijină pe o puternică investiție inițială, cum sunt activitățile miniere.
Raymond de Roover, care raportează acest argument (în 1974), are cu atât mai mult meritul să facă acest lucru în mod fidel, încât pare să nu-și măsoare domeniul său de aplicare: el rămâne cu vechea concepție a „monopolului de facto”. Acest lucru îl împiedică să înțeleagă că nu doar Peutinger, ci chiar cei mai mulți autori importanți și toți marii juriști începând din secolul al XVIII-lea l-au abandonat repede: dimpotrivă, ei au definit monopolul ca un impediment necesar „de reglementare” a concurenței, iar concurența drept „libertatea comerțului” și nu ca „pluralitatea furnizorilor”. 

## Om de acțiune
Peutinger nu s-a mulțumit să combată intelectualicește noțiunea de „monopol de facto”: și-a pus priceperea economiei industriale în serviciul familiilor negustorești din Germania, între care Höchstetter și Welser. În 1525, el a reușit să-l convingă pe împăratul (Carol Quintul) să atenueze rezoluția Dietei din 1512, care amenința „monopolurile” cu confiscarea bunurilor lor. A inistat apoi ca această rezoluție să rămână literă moartă, inclusiv prin organizarea transferului jurisdicției de la instanțele imperiale la instanțele locale, ceea ce este mai ușor de intimidat.